# Tachikawa Ki-17
Die Tachikawa Ki-17 (alliierter Codename „Cedar“) war ein japanisches Doppeldecker-Schulflugzeug der Kaiserlich-Japanischen Heeresluftwaffe für die Anfängerschulung mit angehendem Pilot und Ausbilder als Besatzung. Das Flugzeug wurde ab April 1935 von der Firma Ishikawajima Hikōki Seisakoshu (Ishikawajima Flugzeugbau) entwickelt, die 1936 auf Befehl der Armee stärker an das Tachikawa Heeresluftwaffenarsenal angebunden und in Tachikawa Hikōki K. K.(Tachikawa Flugzeuge AG) umbenannt wurde.

## Geschichte
1934 war die Heeresluftwaffe auf der Suche nach einem modernen Schulflugzeug für die Anfängerausbildung. Ursprünglich wurde die schwächer motorisierte Version der Ki-9 für diesen Zweck vorgesehen. Diese hatte jedoch größere Probleme mit einer ungünstigen Schwerpunktlage und war zudem mit dem vorgesehenen Motor für Anfänger untermotorisiert. Daher wurde Anfang 1935 entschieden, stattdessen ein neues Flugzeug unter der Projektnummer Ki-17 zu entwickeln.
Die Vorgaben waren unter anderem:
- maximales Startgewicht 1000 kg
- Motorleistung etwa 111 kW (150 PS)
- maximaler Flügeldruck 35 kg/m²
- Höchstgeschwindigkeit 170 km/h

## Konstruktion
Die Auslegung der Maschine war sehr ähnlich wie die der Ki-9. Das neue Modell war etwas länger, dafür war die Spannweite etwas geringer. Auch hier war der Rumpf aus einer Stahlrohrkonstruktion mit Stoffbespannung und die Flügel und Steuerflächen aus einer bespannten Sperrholzkonstruktion. Trotz geringerer Spannweite war die Flügelfläche etwas größer, auch weil die beiden Flügel nun gleich lang waren. Der 112-kW-Motor (152 PS) war nicht so weit vorn montiert wie der kleinere Motor bei der Ki-9, was die Schwerpunktlage deutlich günstiger gestaltete. Das Fahrwerk war nicht einziehbar und mit einer aerodynamischen Verkleidung im oberen Bereich versehen. So war auf nicht befestigten Flugfeldern eine bessere Selbstreinigung der Räder möglich. An Instrumenten wurden am Platz des Flugschülers nur die nötigsten eingebaut, um die Handhabung für ihn zu vereinfachen. Der Ausbilder erhielt einige zusätzliche Instrumente an seinen Platz, um die Leistung des Schülers besser einschätzen zu können.
Als Motor kam der luftgekühlte Heerestyp 95 7-Zylinder Sternmotor Hitachi Ha 12 „Kamikaze“ zum Einsatz. Er trieb eine hölzerne Zweiblatt-Luftschraube von 2,12 m Durchmesser an.
Bis Juli 1935 wurden zwei Prototypen einsatzbereit. Die Erprobungen ergaben ein geringeres Startgewicht und einen geringeren Flügeldruck als vorgegeben. Dadurch waren die Flugeigenschaften gut. Allerdings wurde bemängelt, dass die Querruder zu stark wirken würden. Daher wurden die Querruder am oberen Flügel entfernt und dafür die am unteren Flügel vergrößert. Die Erprobungen und Detailverbesserungen zogen sich bis Dezember 1935. Dann erfolgte die offizielle Einführung als Heerestyp 95 Typ 3 Schulflugzeug (japanisch 陸軍九五式三型練習機 Rikugun kugo shiki san gata Renshu Hikōki), da es sich um das dritte Schulflugzeug handelte, dass 1935 eingeführt wurde.

## Nutzung

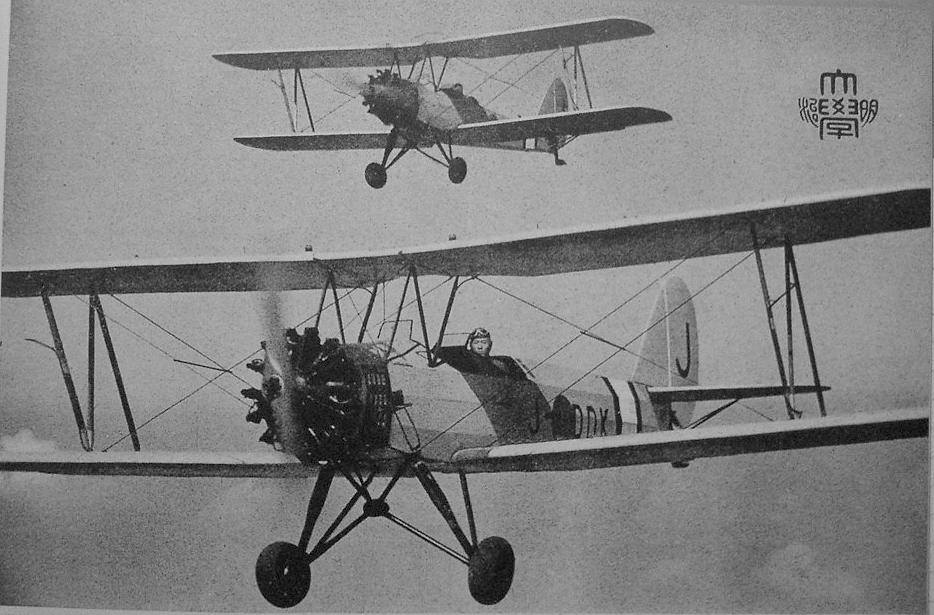
Gruppe von Ki-17 einer privaten Flugschule im Formationsflug

Zwischen 1936 und 1943 wurden 658 Ki-17 bei Tachikawa Hikōki gebaut. Der Einsatz erfolgte zunächst bei den Heeresflugschulen. Nachdem deren Bedarf gedeckt war, wurden weitere Maschinen an staatliche und private Flugschulen verteilt. So sollte die Pilotenausbildung breiter aufgestellt werden, um den Kriegsbedarf besser zu decken. Einige der Maschinen kamen auch als Schleppflugzeuge für Segelflieger in der ersten Ausbildungsphase zum Einsatz.
Ab Ende 1942 verwendete die Heeresluftwaffe diese Maschinen nicht mehr, um den Ausbildungsplan zu straffen. Zudem waren die neusten Einsatzmodelle sehr viel stärker motorisiert, so dass die Piloten schneller an höhere Geschwindigkeiten gewöhnt werden sollten. Daher begann die Ausbildung nun direkt mit der Ki-9. Freiwerdende Maschinen gingen an private Flugschulen.

## Betreiber
Japan
 Thailand
Der Royal Siamese Aeronautical Service erhielt 20 Maschinen

## Technische Daten Ki-17
| Kenngröße             | Daten                                                                |
| --------------------- | -------------------------------------------------------------------- |
| Besatzung             | 2 (Schüler und Ausbilder)                                            |
| Länge                 | 7,85 m                                                               |
| Spannweite            | 9,82 m                                                               |
| Höhe                  | 2,95 m                                                               |
| Fläche                | 26,2 m²                                                              |
| Leergmasse            | 639 kg                                                               |
| Startmasse            | 914 kg                                                               |
| Triebwerk             | ein 7-Zylinder-Sternmotor Hitachi Ha-12 mit 112 kW (152 PS) Leistung |
| Höchstgeschwindigkeit | 170 km/h                                                             |
| Gipfelhöhe            | 5300 m                                                               |